# Bsipi-Gebirge
Das Bsipi-Gebirge (russisch Бзыбский хребет; georgisch ბზიფის ქედი; abchasisch Агеишьха) ist ein Gebirgszug in Abchasien im Nordwesten von Georgien.
Das Gebirge erstreckt sich über eine Länge von 50 km in West-Ost-Richtung südlich des westlichen Hauptkamms des Großen Kaukasus. Es wird im Norden und Westen vom Flusstal des Bsipi abgegrenzt. Im Osten schließt sich das Abchasische Gebirge an. Südlich verläuft die Schwarzmeerküste mit den Küstenstädten Gudauta und Sochumi. Die Flüsse Chypsta, Aapsta, Sapadnaja Gumista, Wostotschnaja Gumista und Kelassur entwässern das Gebirge nach Süden. Das Bsipi-Gebirge erreicht in der Chimsa eine maximale Höhe von 3033 m.
Das Gebirge besteht hauptsächlich aus Kalkstein. Ein weitverzweigtes Karstsystem befindet sich im Bsipi-Gebirge.
Die Hänge sind von sommergrünem Laubwald sowie Nadelhölzern bedeckt. In der Gipfelregion wächst alpine Vegetation.

## Berge (Auswahl)
Im Folgenden sind eine Reihe von Gipfeln entlang dem Hauptkamm des Bsipi-Gebirges sortiert in West-Ost-Richtung aufgelistet:
- Dsyschra (2623 m) (⊙)
- Tschedym (2840 m) (⊙)
- Chimsa (3033 m) (⊙)